# 阿見町立阿見第二小学校
阿見町立阿見第二小学校（あみちょうりつあみだいにしょうがっこう）は、茨城県稲敷郡阿見町にある公立小学校である。

## 概要
1984年（昭和59年）、阿見町立阿見小学校から分離・開校した。
2023年4月に阿見小学校への統合が予定されていたが、延期となった。

## 沿革
- 1984年4月 - 開校

## 通学区域
- 阿見町[3][4]
  - 阿見（阿見台、西郷、一区南、一区北、上郷）

## 進学先中学校
- 阿見町立阿見中学校

## 校区内の主な施設
- 陸上自衛隊霞ヶ浦駐屯地飛行場
- 茨城県立医療大学
- 茨城県立医療大学付属病院
- 阿見郵便局
- 阿見原郵便局
- 井関農機株式会社 茨城センター
- あゆみ保育園[5]
- 阿見認定こども園[6]